# آناغالیس
آناغالیس گیاهی یک ساله با ارتفاع کمتر از یک وجب گسترده روی زمین. ساقهٔ آن با مقطع چهارگوش و برگ‌های متقابل و بدون دم برگ، بیضی یا دایره‌ای نوک‌تیز و گل‌های آن قرمز یا آبی لاجوردی با دم بلند است. میوه کپسولی شکوفا دارد که از طرف سر آن باز و شکفته می‌شود و دانه‌های ریزی در داخل آن قرار دارد که در ابعاد دانهٔ خشخاش می‌باشد. طعم دانه بسیار تند و تلخ است. طبیعت این گیاه گرم و خشک است و از ترکیب شیمیایی دوساپونین گلوکزید و آنزیم درست شده است.

## آناغالس با گل قرمز
در آذربایجان در مناطق
- تبریز
- دیزه
- سیامک

در شمال ایران مناطق
- گرگان
- بندرگز
- مازندران
- گیلان
- محمودآباد
- درهٔ هراز
- جنوب آستارا
- سفیدرود
- جنوب رشت
- لاهیجان

در بلوچستان
- گشت
- چاه‌بهار
- بشاگرد

در نواحی غرب
- قزوین
- بروجرد
- تفرش

در خوزستان
- اهواز
- دزفول
- شوشتر

در کرمان
- بین جیرفت و بم

و همچنین در دالکی، بوشهر و جزیرهٔ قشم و همچنین در خراسان تهران دیده می‌شود.

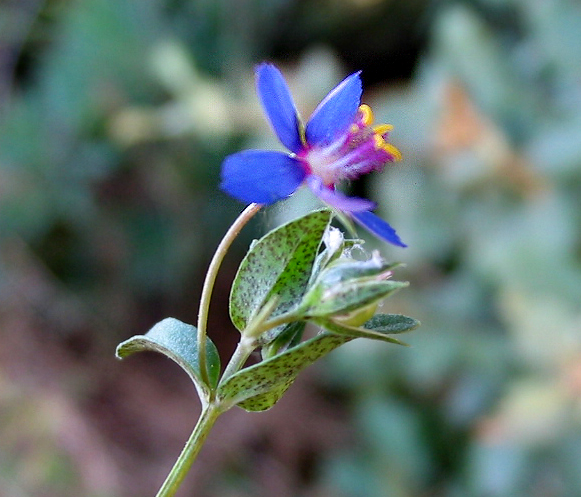
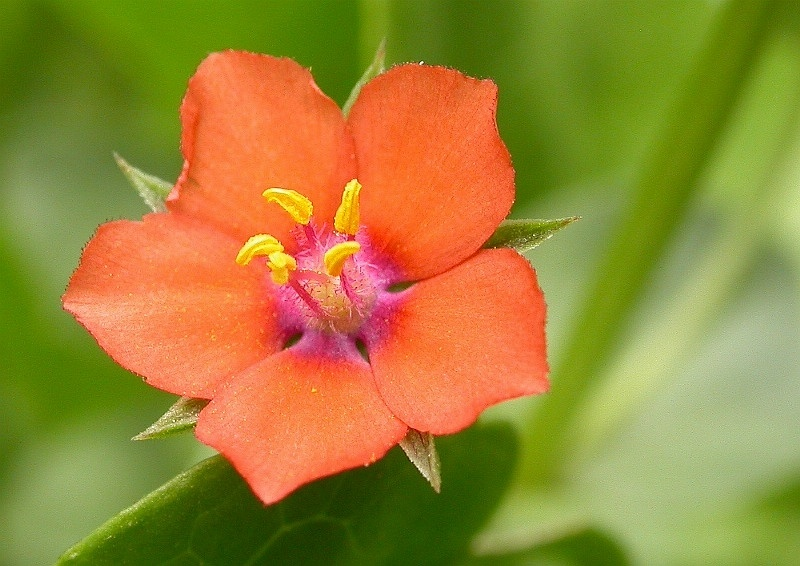
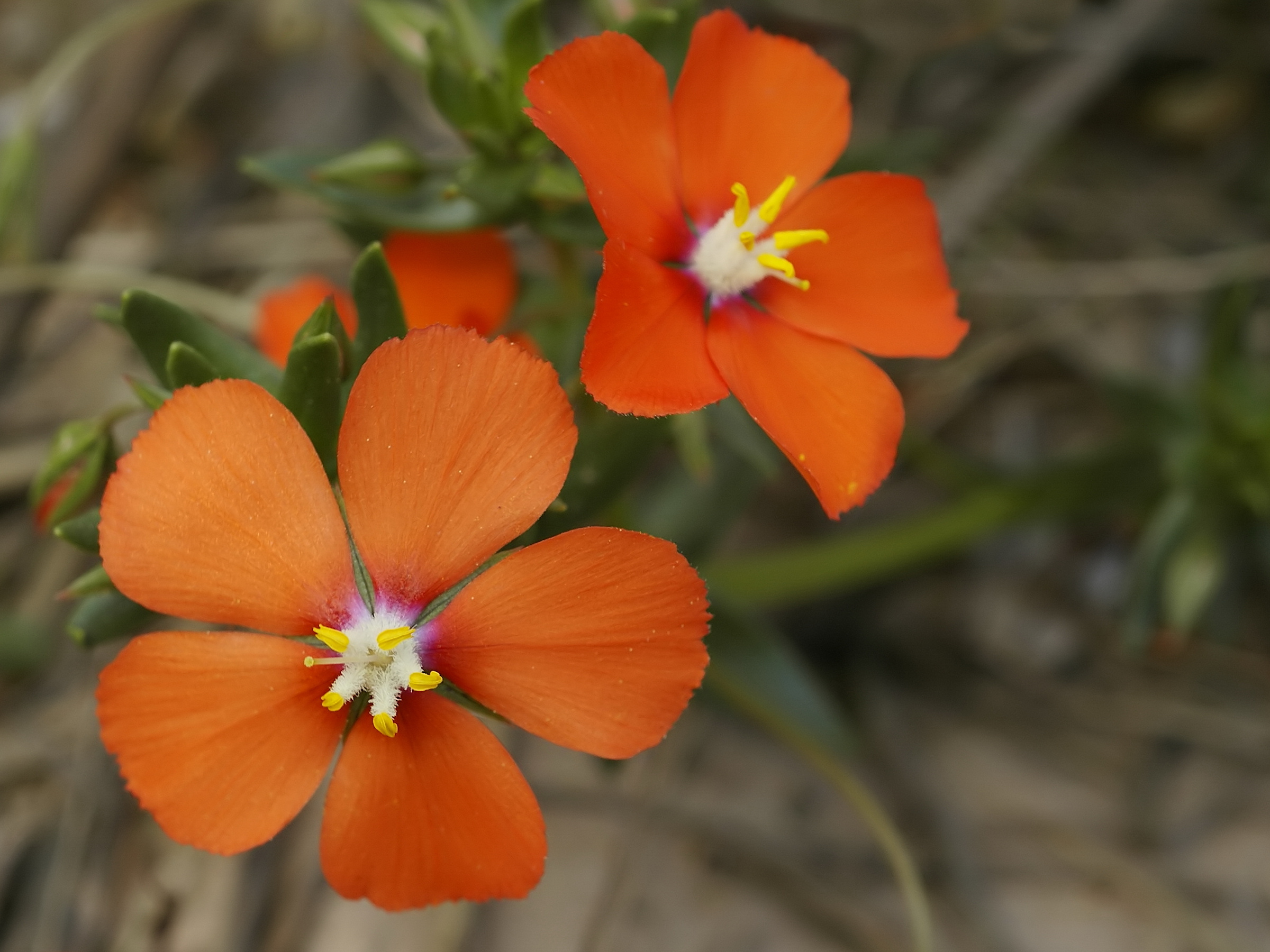
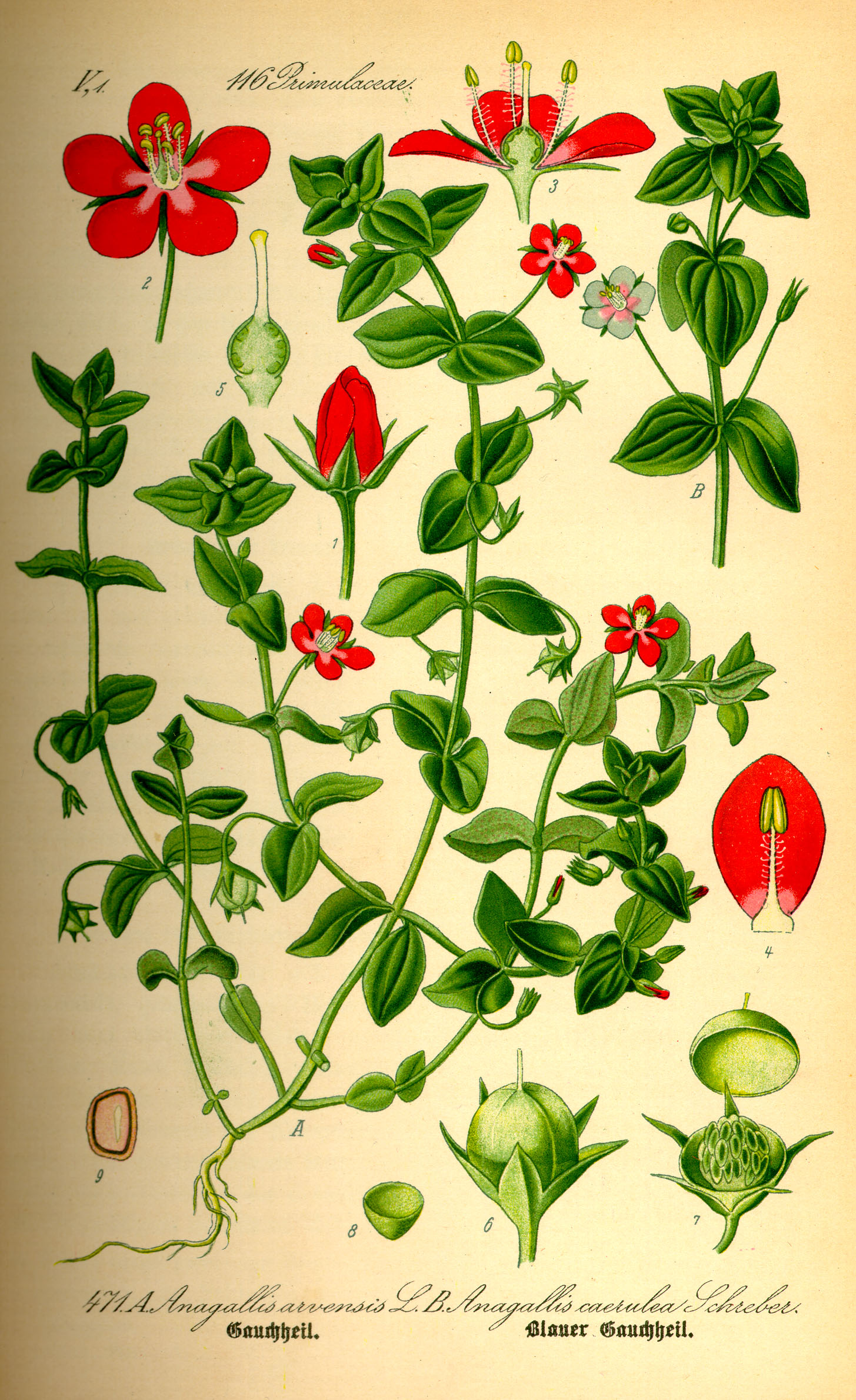

## آناغالس با گل آبی لاجوردی
این گیاه با گل قرمز در ایران، در مناطق
جنوب غرب
- دالکی
- کازرون
- خرابه‌های شوش

در شمال غرب
- تبریز

در بلوچستان
- مکران
- کوهدشت لرستان

در دامنه البرز، اطراف تهران دیده می‌شود.

## خواص درمانی آناغالس
همان‌طور که گفته شد این گیاه دارای خواص مختلفی می‌باشد.
دو تا پنج گرم از آن را دم‌کرده، آب آن را صاف کنید و بنوشید. خشک‌کننده و بازکننده انسداد و گرفتگی مجاری عروق می‌باشد.
دو تا پنج گرم از نوع گل قرمز آن را دم‌کرده و آب آن را بنوشید. به‌عنوان ضد سم در درمان مارگزیدگی، یرقان، ناراحتی‌های مغزی، هاری و بیماری ترس از آب، صرع، استسقا، مالیخولیا مؤثر است.
آب گیاه تازه را گرفته، با عسل مخلوط نموده و در چشم بکشید. برای ضعف بینایی و زخم‌های چشم و سایر ناراحتی‌های پوستی اطراف چشم نافع است.
ضماد کوبیدهٔ آن را برای بیرون آوردن خار و تیغ از اعضای بدن و جلوگیری از توسعهٔ زخم‌های چرکین و بد و دفع باد سرخ و التیام جراحت‌ها مفید است.
قرقرهٔ با آب برگ و میوهٔ آن برای رفع ناراحتی‌های مغزی و پاک کردن سر از بلغم و تسکین درد دندان مفید است.